# Stamnodes apicata
Stamnodes apicata är en fjärilsart som beskrevs av Barnes och Mcdunnough 1917. Stamnodes apicata ingår i släktet Stamnodes och familjen mätare. Inga underarter finns listade i Catalogue of Life.